# Total Distribution Group
Total Distribution Group este o companie de distribuție de bunuri de larg consum din România.
Compania are ca domeniu de activitate distribuția de produse alimentare (chipsuri, snacksuri, croissante, mălai, făină, zahăr, ulei) și nealimentare - băuturi alcoolice, țigări, cafea și altele.
Compania a fost înființată în anul 1996 și este situată în Drăgășani, județul Vâlcea.
Număr de angajați în 2006: 120
Cifra de afaceri în 2006:  53 milioane lei